# Jarrio
Jarrio (oficialmente y en asturiano: Xarrio) es un lugar perteneciente a la parroquia de Folgueras, en el concejo de Coaña, comarca de Eo-Navia, Principado de Asturias, España.

## Historia
Hacia mediados del siglo XIX, el lugar, ya por entonces perteneciente a la parroquia de Folgueras y al municipio de Coaña, tenía contabilizada una población de 128 habitantes. Aparece descrito en el noveno volumen del Diccionario geográfico-estadístico-histórico de España y sus posesiones de Ultramar de Pascual Madoz de la siguiente manera:

JARRIO: l. en la prov. de Oviedo, ayunt. de Coaña y felig. de Santiago de Folgueras (V.). pobl.: 21 vec. y 128 almas.
(Madoz, 1847, p. 597)

En 2022, tenía empadronados 225 habitantes.